# There's Always Vanilla
There's Always Vanilla est un film américain réalisé par George Andrew Romero, sorti en 1971.

## Fiche technique
- Titre : There's Always Vanilla
- Réalisation : George Andrew Romero
- Scénario : Rudy Ricci
- Pays d'origine : États-Unis
- Format : Couleurs - Dolby Digital - 35 mm
- Genre : Drame
- Durée : 93 minutes
- Date de sortie : 1971

## Distribution
- Raymond Laine : Chris Bradley
- Judith Ridley : Lynn Harris
- Johanna Lawrence : Terri Terrific
- Richard Ricci : Michael Dorian
- Roger McGovern : M. Bradley
- Ron Jaye : Fox
- Bob Wilson : Directeur de la chaîne TV
- Louise Sahene : Samantha
- Christopher Priore : M. Manspeaker
- Robert Trow : Ralph
- Bryson Randolph
- Val Stanley : Directeur commercial
- Vincent D. Survinski : Livreur
- Eleanor Schirra : Mme Harris
- S. William Hinzman : Homme ivre dans le bar